# Фаддей (апостол от 70)
Не путать с апостолом из числа двенадцати — Иудой, прозванным Фаддеем или Леввеем.
Фадде́й (также Аддаа; Addaï; ассир. ܡܪܝ ܐܕܝ — хвала) — апостол от семидесяти, основатель первой христианской церкви в сирийском городе Эдессе в 44 году н. э. Память совершается в православной церкви 21 августа (3 сентября) и 4 (17) января в день Собора Апостолов от семидесяти, в католической церкви — 5 августа.
Святой Фаддей вместе со святым Марием считаются авторами одной из трёх литургий восточно-сирийского обряда.

## Жизнеописание
По происхождению еврей, родился в сирийском городе Эдессе. Придя в Иерусалим на праздник, Фаддей услышал проповедь Иоанна Предтечи и, приняв от него крещение в Иордане, остался в Палестине. Увидев Иисуса, он стал Его учеником и был избран им в число тех семидесяти учеников, которых Господь посылал по двое на проповедь в те города и местности, которые намеревался посетить (Лк. 10:1).
После Вознесения (сошествия Святого Духа) апостол Фаддей благовествовал в Сирии и Месопотамии. Согласно преданию, относящемуся ко второй половине II века, он пришёл с проповедью Евангелия в Эдессу и обратил ко Христу князя Авгаря (излечив того от проказы), народ и жрецов. Свою проповедь он утверждал многими чудесами; крестил, поставил священников и устроил Эдесскую церковь, — первую христианскую церковь в городе. Князь Авгарь хотел наградить апостола Фаддея богатыми дарами, но тот отказался и пошёл с проповедью в другие города, обращая многих язычников в христианскую веру.
Дойдя с проповедью до финикийского города Вирита (ныне Бейрут), он основал там церковь и в том же городе мирно скончался в 44 году. Это место кончины указывается в славянской Минее; по другим источникам, он скончался в Эдессе; по древнему армянскому преданию, апостол Фаддей после различных мучений был усечён мечом 21 декабря в Артазской области (район к западу от озера Урмия) в 50 году.